# Liste des préfets du Puy-de-Dôme
Cet article présente la liste des préfets du Puy-de-Dôme depuis la loi du 28 pluviose an VIII (1800). Le siège de la préfecture est à Clermont-Ferrand.

## ConsulatetPremier Empire
| Période        | Période         | Identité                                         | Fonction précédente | Observation                                                                                        |
| -------------- | --------------- | ------------------------------------------------ | --- | -------------------------------------------------------------------------------------------------- |
| 2 mars 1800    | 30 avril 1804   | Marie-Jean-Baptiste-Antoine Ramey de Sugny       | Procureur syndic pour le clergé et la noblesse de Roanne à l'assemblée de 1788, Maire de Saint-Just-en-Chevalet (1792) | Mort en fonction                                                                                   |
| 30 avril 1804  | 13 mars 1806    | Marie Just Antoine de La Rivoire de La Tourrette | Colonel du régiment Ile-de-France-Infanterie, Député des États de Languedoc (1781), Sous-préfet de Tournon (1800), Préfet du Tarn (1801) | Préfet de Gênes (1806-1809) Retraite de Maréchal de camp sous la Restauration                      |
| 11 mars 1806   | 5 janvier 1814  | Louis Ramond de Carbonnières                     | Avocat au conseil souverain d’Alsace (février 1777) Gendarme de la garde du Roi (1781) Député de la Seine à l'Assemblée législative Devient géologue et botaniste pyrénéiste Professeur d’histoire naturelle à l’école centrale des Hautes-Pyrénées (an IV - an VIII) 1er préfet des Hautes-Pyrénées (3 mars 1800) Député au Corps législatif (Consulat) (1800-1806) | Député de Clermont (mai 1815), Maître des requêtes (8 août 1815), Conseiller d'État (14 juin 1818) |
| 5 janvier 1814 | 3 novembre 1814 | Méry de Contades                                 | Auditeur au Conseil d'État (1809), Intendant en Illyrie | |

## Première Restauration
| Période         | Période         | Identité                                             | Fonction précédente                                                                                                 | Observation |
| --------------- | --------------- | ---------------------------------------------------- | --- | --- |
| 3 novembre 1814 | 17 juillet 1815 | Jérome Annibal Joseph Reynaud de Bologne de Lascours | Député du Gard au Conseil des Cinq-Cents Député au Corps législatif (Consulat) Président du Corps législatif (1803) | Rappelé à la Seconde Restauration, Préfet de la Vienne (17 juillet 1815 - décembre 1815), Préfet du Gers (1817-1824), Préfet de la Drôme (1828), Préfet des Ardennes (1828-1835). |

## Cent-Jours
| Période      | Période         | Identité              | Fonction précédente                                                                                        | Observation |
| ------------ | --------------- | --------------------- | --- | --- |
| 30 mars 1815 | 14 juillet 1815 | Jean-Baptiste Rogniat | Sous-préfet de Bonneville (département du Léman, 26 décembre 1812) Sous-préfet de Vienne (16 juillet 1814) | (1re période). Préfet des Ardennes (14 juillet 1815 - 1816), Préfet de la Vendée (1819-1820), Préfet de l'Ain (1820), Préfet du Puy-de-Dôme (2e période) (1830-1832) |

## Préfets de laSeconde Restauration(1815-1830)
| Période         | Période         | Identité                                  | Fonction précédente                                                                                          | Observation                                                                       |
| --------------- | --------------- | ----------------------------------------- | --- | --------------------------------------------------------------------------------- |
| 14 juillet 1815 | 5 avril 1817    | Anne Étienne Louis Harmand d'Abancourt    | préfet des Hautes-Alpes (Première restauration) Commissaire du Roi à l'armée du duc d'Angoulême (Cent-Jours) | Nommé préfet de la Corrèze                                                        |
| 5 avril 1817    | 19 juillet 1820 | Auguste Édouard Gaulthier de Rigny        | préfet de la Corrèze                                                                                         | sera (1830) préfet d'Eure-et-Loir                                                 |
| 19 juillet 1820 | 15 juillet 1823 | François Emmanuel Camus, Baron de Martroy | préfet de l'Ain                                                                                              | Nommé préfet des Ardennes (non-acceptant) , puis nommé préfet de la Haute-Garonne |
| 23 juillet 1823 | 22 février 1828 | Comte Alexandre Louis d’Allonville        | préfet de la Somme                                                                                           | Nommé préfet de la Meurthe                                                        |
| 18 avril 1828   | 30 juillet 1830 | Baron Jean-André Sers                     | préfet du Cantal                                                                                             | Nommé préfet de la Moselle                                                        |

## Préfets de la monarchie de Juillet (1830 - 1848)
| Période          | Période         | Identité                      | Fonction précédente                                                        | Observation |
| ---------------- | --------------- | ----------------------------- | -------------------------------------------------------------------------- | --- |
| 10 août 1830     | 30 juillet 1832 | Baron Jean-Baptiste Rogniat   | Préfet de l'Ain                                                            | (2e période) Passe à la retraite                                                                                                 |
| 30 juillet 1832  | 20 juillet 1836 | Baron Dejean                  | Préfet de l'Aude                                                           | Nommé Conseiller d'État. Sera député de l'Aude                                                                                   |
| 4 septembre 1836 | février 1848    | Marc Numa Alexandre Meinadier | Secrétaire général du ministère de l'instruction publique préfet de l'Oise | Nommé (10 août 1839) préfet de la Moselle, sans suite. Révoqué en février 1848 Sera (1851) Membre de la commission consultative. |

## Préfets et commissaires du gouvernement de la Deuxième République (1848-1851)
| Période         | Période         | Identité                                  | Fonction précédente                                  | Observation                                                         |
| --------------- | --------------- | ----------------------------------------- | ---------------------------------------------------- | ------------------------------------------------------------------- |
| 6 mars 1848     | 8 mai 1848      | Agénor Altaroche                          | Journaliste                                          | Commissaire du gouvernement provisoire. Passe Député du Puy-de-Dôme |
| 26 mai 1848     | 10 janvier 1849 | Thadée Urbain Hippolyte Dujardin-Beaumetz | médecin,maire adjoint du 10e arrondissement de Paris |                                                                     |
| 10 janvier 1849 | 4 mars 1853     | Guillaume de Crèvecœur                    | préfet de l'Aisne                                    | Nommé préfet des Bouches-du-Rhône                                   |

## Préfets du Second Empire (1851-1870)
| Période           | Période           | Identité                                    | Fonction précédente            | Observation                                                |
| ----------------- | ----------------- | ------------------------------------------- | ------------------------------ | ---------------------------------------------------------- |
| 4 mars 1853       | 10 septembre 1864 | Paul François Marie Odon de Preissac, comte | Préfet du Var                  | Quitte le service. Sera (1876) sénateur de Tarn-et-Garonne |
| 10 septembre 1864 | 10 mars 1866      | Charles Paillard                            | Préfet de Lot-et-Garonne       | Nommé Préfet du Pas-de-Calais                              |
| 10 mars 1866      | 31 janvier 1870   | Jean Henri Charles Gimet                    | Préfet de la Haute-Marne       | Préfet du Calvados                                         |
| 31 janvier 1870   | 6 septembre 1870  | Henri Félix Tharreau, baron                 | Préfet des Pyrénées-Orientales | Passe à la retraite                                        |

## Liste des préfets de la Troisième République
| Période           | Période           | Identité                                          | Fonction précédente | Observation |
| ----------------- | ----------------- | ------------------------------------------------- | --- | --- |
| 5 septembre 1870  | 25 janvier 1871   | François Jean Amédée Girot-Pouzol                 | Député du Puy-de-Dôme | Réélu député du Puy-de-Dôme |
| 25 janvier 1871   | 7 janvier 1874    | Albert Joseph Delmas                              | Sous-préfet de Douai | Nommé Préfet de la Vienne |
| 7 janvier 1874    | 25 avril 1875     | Joseph Michon                                     | Médecin | sera (1877) Préfet du Loiret |
| 27 avril 1875     | 21 mars 1876      | Victor Ferdinand Guillaume de Bassoncourt         | Préfet de la Mayenne | Nommé (21 mars 1876) préfet de l'Aveyron, non-acceptant. Passe à la retraite |
| 21 mars 1876      | 19 mai 1877       | Louis Tirman                                      | Préfet des Ardennes | Nommé préfet des Bouches-du-Rhône |
| 19 mai 1877       | 18 décembre 1877  | Charles Marie de Puyferrat                        | Sous-préfet de Cherbourg | |
| 18 décembre 1877  | 8 novembre 1882   | Jean Paul Marie Glaize                            | Préfet de l'Allier | (refuse la préfecture de la Loire-Inférieure) Nommé préfet de la Loire |
| 15 novembre 1882  | 4 avril 1883      | Charles Henry Hector Albéric Lefebvre du Grosriez | préfet de Vaucluse (non installe) Directeur du cabinet et du personnel préfet de la Haute-Savoie                            | Nommé préfet de la Savoie |
| 4 avril 1883      | 28 novembre 1885  | Gustave Louis Nicolas Le Mallier                  | préfet de la Dordogne | Nommé préfet de Saône-et-Loire |
| 28 novembre 1885  | 10 janvier 1888   | Jean Louis Emile Reboul                           | préfet du Finistère | Nommé préfet de Seine-et-Marne |
| 10 janvier 1888   | 4 mai 1889        | Joseph Laurent Louis Alfred Firbach               | Préfet d'Alger | Mort en fonction |
| 24 mai 1889       | 8 janvier 1890    | Gabriel Ferdinand Alapetite                       | préfet de la Sarthe | Nommé préfet du Pas-de-Calais |
| 8 janvier 1890    | 6 janvier 1897    | Charles Marie Joseph Bardon                       | Préfet de Maine-et-Loire | Nommé préfet de la Somme |
| 6 janvier 1897    | 16 juillet 1898   | Raphaël Michel Eugène Jules Dupuy                 | préfet de la Mayenne | Mis en disponibilité |
| 16 juillet 1898   | 21 février 1900   | Léon Hippolyte François Ardisson                  | préfet de Vaucluse | |
| 21 février 1900   | 24 avril 1909     | Paul Barthélemy Joly                              | Préfet des Ardennes | Mort en fonction |
| 2 mai 1909        | 10 juin 1909      | Alexandre Blaise Joseph Léon Perier               | | Nommé préfet de la Nièvre |
| 10 juin 1909      | 7 avril 1917      | Amand Elisée Becq                                 | Préfet des Basses-Pyrénées                                                                                                  | Nommé directeur de l'administration pénitentiaire |
| 8 mai 1917        | 15 janvier 1920   | Pierre Emery                                      | préfet du Gard | Nommé préfet de la Meuse |
| 15 janvier 1920   | 17 mai 1921       | Paul Bouju                                        | Préfet de Maine-et-Loire | Nommé préfet de la Loire-Inférieure |
| 17 mai 1921       | 31 janvier 1924   | Ange Benedetti                                    | préfet des Alpes-Maritimes Directeur du personnel préfet des Alpes-Maritimes                                                | Nommé préfet des Alpes-Maritimes |
| 31 janvier 1924   | 30 janvier 1925   | Maurice Anjubault (ou Aujubault)                  | directeur de l'intérieur à la commission interalliée de plébiscite de la Haute-Silésie au Ministère des affaires étrangères | Nommé préfet d'Ille-et-Vilaine |
| 30 janvier 1925   | 14 juin 1927      | Marcel Maupoil                                    | Préfet d'Ille-et-Vilaine | Passe à la retraite |
| 14 juin 1927      | 10 septembre 1936 | Pierre Trouillot                                  | préfet du Cher | Disponibilité avec traitement à cause de "l'occupation des locaux de la préfecture" par des employés et des ouvriers des usines Michelin Nommé (1938)Président de la commission supérieure de défense passive ; 1939: à la retraite. |
| 1936              | 1936              | Joseph Séguin                                     | préfet hors cadre Préfet des Côtes-du-Nord                                                                                  | (Chargé de mission à la préfecture de Puy-de-Dôme) Nommé Directeur des affaires départementales à la préfecture de la Seine |
| 26 septembre 1936 | 14 mai 1940       | Alfred Baffrey                                    | préfet de la Vienne | retraite d'invalidité |

## Préfets de Vichy (1940-1944)
| Période          | Période          | Identité                        | Fonction précédente                                                                        | Observation |
| ---------------- | ---------------- | ------------------------------- | ------------------------------------------------------------------------------------------ | --- |
| 15 mai 1940      | 14 janvier 1941  | Louis de Peretti della Rocca    | Préfet du Calvados                                                                         | Nommé Trésorier-payeur général de la Drôme. |
| 14 janvier 1941  | 14 novembre 1941 | Jacques Charles Adrien Chevreux | Préfet de Constantine                                                                      | (préfet régional, Préfet du Puy-De-Dôme) Passe à la retraite. Devient en 1943 chargé de mission au cabinet du général de Gaulle. En juin 1944, réintégré préfet pour la période 1941-1944. |
| 14 novembre 1941 | 27 août 1944     | Honoré Guerrin                  | À la disposition du gouvernement général, direction de l'intérieur (préfet de la Dordogne) | (préfet délégué) ; suspendu de ses fonctions |
| 14 novembre 1941 | 27 aout 1944     | Paul Brun                       | Préfet de Saône-et-Loire                                                                   | (préfet régional, Préfet du Puy-De-Dôme) ; suspendu de ses fonctions révoqué sans pension en 1945, amnistié en 1952                                                                        |

## Préfets et commissaires de la République duGPRFet de la Quatrième République (1944-1958)
| Période          | Période          | Identité         | Fonction précédente                                                                         | Observation                                                           |
| ---------------- | ---------------- | ---------------- | ------------------------------------------------------------------------------------------- | --------------------------------------------------------------------- |
| 27 août 1944     | 24 juillet 1946  | Pierre Sauvanet  | Directeur d'énergie électrique de la moyenne Dordogne sans fonction pendant l'État français | Passe à la retraite                                                   |
| 1946             | 2 juin 1948      | Gabriel Delaunay | Préfet de Loir-et-Cher Professeur agrégé aux lycées                                         | (résistant). Nommé préfet des Basses-Pyrénées                         |
| 2 juin 1948      | 23 février 1949  | Antoine Poggioli | Préfet de Loir-et-Cher                                                                      | Congé de maladie de longue durée                                      |
| 23 février 1949  | 26 juillet 1950  | Maxime Roux      | Préfet du Cher délégué dans ses fonctions                                                   | Nommé préfet d'Alger                                                  |
| 26 juillet 1950  | 19 novembre 1953 | Pierre-Henri Rix | Préfet de la Haute-Vienne                                                                   | (préfet provisoire, puis préfet). Nommé préfet de la Loire-Atlantique |
| 19 novembre 1953 | 22 octobre 1959  | Yves Perony      | Préfet d'Oran                                                                               | Nommé préfet de l'Hérault                                             |

## Préfets de la Cinquième République (depuis 1958)
| Période           | Période           | Identité                   | Fonction précédente                                    | Observation      |
| ----------------- | ----------------- | -------------------------- | ------------------------------------------------------ | ---------------- |
| 1959              | 1962              | René Chopin                |                                                        |                  |
| 1962              | 1964              | René Bougrat               |                                                        |                  |
| 1964              | 4 février 1969    | Marcel Diebolt             |                                                        |                  |
| 1969              | 1972              | Daniel Doustin             |                                                        |                  |
| 31 décembre 1971  | 17 février 1974   | Jacques Millot             | Directeur général des collectivités locales            | Mort en fonction |
| 1974              | 1977              | Raoul Moreau               |                                                        |                  |
| 1977              | 1982              | Claudius Brosse            |                                                        |                  |
| mai 1982          | 1985              | Georges Abadie             |                                                        |                  |
| 25 mars 1985      | 21 août 1988      | Jacques Guerin             |                                                        |                  |
| 22 août 1988      | 18 août 1992      | Bernard Landouzy           |                                                        |                  |
| 20 août 1992      | 4 avril 1993      | Philippe Massoni           |                                                        |                  |
| 24 mai 1993       | 15 septembre 1996 | Patrice Magnier            |                                                        |                  |
| 18 septembre 1996 | 12 décembre 1999  | François Leblond           |                                                        |                  |
| 13 décembre 1999  | 31 juillet 2002   | Didier Cultiaux            |                                                        |                  |
| 1er août 2002     | 1er avril 2004    | Pierre Mongin              |                                                        |                  |
| 29 avril 2004     | 2006              | Jean-Michel Berard         |                                                        |                  |
| 2006              | 2009              | Dominique Schmitt          |                                                        |                  |
| 2009              | 2011              | Patrick Stefanini          |                                                        |                  |
| 6 avril 2011      | 11 juillet 2012   | Francis Lamy               |                                                        |                  |
| 11 juillet 2012   | 12 août 2013      | Éric Delzant               |                                                        |                  |
| 12 août 2013      | 1er janvier 2016  | Michel Fuzeau              |                                                        |                  |
| 1er janvier 2016  | 4 septembre 2017  | Danièle Polvé-Montmasson   |                                                        |                  |
| 4 septembre 2017  | 10 décembre 2018  | Jacques Billant            |                                                        |                  |
| 10 décembre 2018  | 30 juillet 2020   | Anne-Gaëlle Baudouin-Clerc | Préfète de la Dordogne                                 |                  |
| 30 juillet 2020   | 6 septembre 2023  | Philippe Chopin            | Préfet des Pyrénées-Orientales                         |                  |
| 6 septembre 2023  |                   | Joël Mathurin,             | directeur de cabinet du ministre délégué des Outre-mer |                  |